# Live in Hollywood: Highlights from the Aquarius Theatre Performances (Limited Edition)
Live in Hollywood è un album Live dei Doors pubblicato dalla Elektra in collaborazione con la Bright Midnight Archives, registrato il 21 luglio 1969 all'Aquarius Theatre di Los Angeles Hollywood e presenta un estratto del secondo concerto cioè quello serale mentre l'intero concerto è reperibile nel doppio CD Live at the Aquarius Theatre: The Second Performance.
N.B. ci sono in commercio altri 2 CD che hanno lo stesso titolo:
- Live in Hollywood: Highlights from the Aquarius Theatre Performances, il CD omonimo, prodotto dalla  Bright Midnight Archives e presenta tracce di canzoni dei 2 concerti pomeridiano e serale eseguiti in data 21 luglio 1969
- Live in Hollywood: Highlights from the Aquarius Theatre Performances (WEA), composto da canzoni del secondo concerto quello serale in data 21 luglio 1969 .

## Tracce
Le canzoni sono scritte da Jim Morrison, Robby Krieger, Ray Manzarek, e John Densmore tranne dove è indicato.
1. Welcome (0:21)
2. Back Door Man (Howlin' Wolf, Dixon) (4:35)
3. Break On Through (3:53)
4. When The Music Is Over (12:09)
5. You Make Me Real (3:11)
6. Universal Mind (4:42)
7. Touch Me  (3:50)
8. Soul Kitchen (6:51)
9. Jim Introduces Ray (0:55)
10. Close to you  (Willie Dixon) (4:44)
11. What Do you like to hear? (0:38)
12. Peace Frog (Instrumental) (2:36)
13. Blue Sunday (3:36)
14. Five To One (5:55)
15. Celebration (2:17)
16. Light My Fire (13:55)

## Formazione
- Jim Morrison – voce
- Ray Manzarek – organo, pianoforte, tastiera, basso
- John Densmore – batteria
- Robby Krieger – chitarra

In Close to you Ray Manzarek alla voce.